# Fudasashi

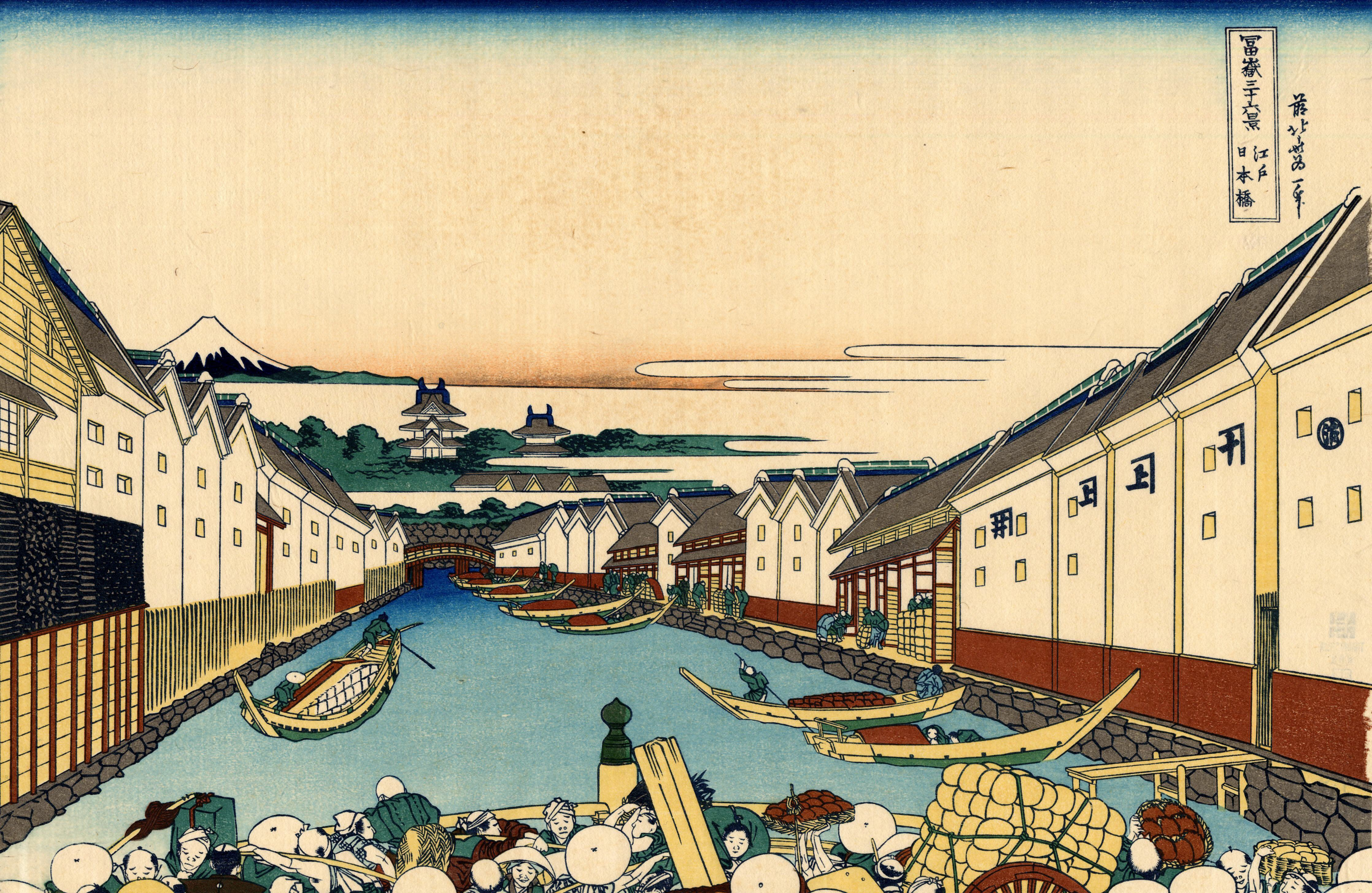
Reishändler und Nihonbashi-Brücke in Edo aus der Reihe 36 Ansichten des Fuji von Hokusai

Als Fudasashi (jap. 札差) wurden die Händler an den Reismärkten in Edo und Ōsaka bezeichnet. Edo war ab 1603 die japanische Hauptstadt. Kuramae, der Markt vor den Reisspeichern in Asakusa war das Zentrum der japanischen Wirtschaft in der Edo-Zeit, denn alle Daimyō (Fürsten) bezogen ihre Steuern zu einem Großteil in Naturalien, eben Reis. Nach dem Reisertrag in koku wurde auch der Wert ihrer Ländereien gemessen. Die Abgaben der Daimyō an den Shogun wurden nach Edo gebracht, meist per Schiff, wo sie auf eben jenem Reismarkt verkauft wurden.
Im Laufe der Jahre bildete sich am Reismarkt etwas heraus, was modern als Warentermingeschäft bezeichnet wird: Die Daimyō pflegten einen ausschweifenden Lebensstil. Wenn die liquiden Mittel knapp wurden, schlossen sie mit den Händlern Geschäfte über zukünftige Ernten ab. In der zweiten Hälfte der Edo-Periode waren viele Daimyō verschuldet, was die Shōgune mehrfach dazu veranlasste, die Schulden der Feudalherren per Dekret zu annullieren.

## Etymologie
札 fuda ist ein Wechsel, also ein Geldschein, 差す sasu hat hier die Bedeutung anbieten oder ausgeben. Ein 札差 ist also jemand, der Wechsel auf den Reis ausstellt.

## Berühmte Reishändler
- Homma Munehisa